# سارگو (کومونه)
سارگو (به ایتالیایی: Sarego) یک کومونه در ایتالیا است که در استان ویچنزا واقع شده‌است. سارگو ۲۳٫۹ کیلومتر مربع مساحت و ۶٬۷۰۵ نفر جمعیت دارد و ۲۷۰ متر بالاتر از سطح دریا واقع شده‌است.